# 문폴
《문폴》(영어: Moonfall)은 2022년 개봉한 SF, 재난 영화로, 롤란트 에머리히가 연출했다. 핼리 베리, 패트릭 윌슨, 마이클 페냐, 도널드 서덜랜드가 출연한다. 달이 궤도를 이탈하여 지구에 충돌하는 사태와 이를 막으려는 인류를 묘사한다.

## 줄거리
2011년, 우주 비행사 브라이언 하퍼, 조신다 "조" 파울러, 그리고 신참 앨런 마커스는 인공위성 수리 임무를 수행하던 중 정체불명의 외계 기술 집단의 공격을 받는다. 앨런은 사망하고 조는 의식을 잃은 채, 그 기술 집단은 달 표면을 파고든다. 이 사건의 유일한 목격자인 브라이언은 지구로 귀환하지만 그의 주장은 묵살되고 NASA에서 해고당한다.
10년 후, 달이 인공 구조물이라고 믿는 음모론자 K.C. 하우스먼은 몰래 연구용 망원경을 사용하다가 달이 지구로 향하고 있다는 사실을 발견한다. 그는 해고당한 브라이언에게 이 사실을 알리려 한다. NASA 역시 달의 이상을 감지하지만, K.C.가 소셜 미디어에 이 사실을 공개하면서 전 세계적인 공황 상태에 빠진다. NASA 부국장이 된 조는 달의 이상 현상을 조사하기 위해 우주선을 발사하지만, 달 표면에 생긴 깊은 인공 수직갱도에 탐사선을 투입한 후 우주 비행사들은 동일한 외계 기술 집단의 공격을 받아 모두 사망한다.
달의 궤도가 불안정해지면서 지구에 점점 가까워지자 지진과 중력 이상 현상이 발생한다. 조는 NASA의 전직 관리인 홀든필드를 만나 브라이언이 NASA의 은폐 때문에 불명예를 뒤집어썼다는 사실을 알게 된다. 과거 아폴로 11호 착륙 당시 달 표면에서 맥동하는 빛이 발견되었으나, 2분간의 무선 침묵으로 이 사실을 숨겼다는 것이다. 아폴로 12호는 달이 속이 비어 있다는 것을 발견했고, 외계 기술 집단을 파괴하기 위해 개발된 군사용 EMP 장치가 예산 문제로 폐기되었다는 사실도 밝혀진다.
조는 공군 참모총장인 전 남편 더그 데이비슨 장군의 도움을 받아 EMP 장치를 확보하고 박물관에 있던 퇴역 우주왕복선 엔데버호를 개조해 새로운 임무에 투입한다. 브라이언, K.C., 조는 EMP 장치를 싣고 달의 중력을 이용해 지구를 벗어나 궤도에 진입한다. 그 과정에서 쓰나미가 밴덴버그 공군기지를 파괴한다.
달 내부에 도착한 그들은 달이 중심에 있는 백색왜성이 동력원인 다이슨 구체라는 것을 알게 된다. 다이슨 구체의 AI 운영체제는 수십억 년 전, 고도로 발달한 인류의 조상들이 자신들을 위해 AI 군단을 만들었지만, 자아를 갖게 된 군단이 반란을 일으켜 조상들을 전멸시켰다고 설명한다. 그들은 지구를 만들고 생명을 퍼뜨리기 위한 성간 방주로 달을 건설했지만, AI 군단이 이를 발견하고 동력원을 빼앗아 궤도를 불안정하게 만든 것이다.
한편 브라이언의 아들 소니, 조의 아들 지미, 그리고 지미의 보모 미셸은 콜로라도 산맥의 더그 군사 벙커로 가려 하고, 브라이언의 전 아내이자 소니의 어머니인 브렌다, 그녀의 남편 톰과 그 가족들을 만난다. 달이 가까워지면서 발생하는 재난을 피하고 다른 생존자들과 싸우며, 이들은 산속 터널에서 안전을 찾는다. 달이 지역 대기를 벗겨내면서 톰의 막내딸은 산소 부족을 겪고, 부상당한 톰은 자신의 산소 공급을 양보하고 질식사한다. 대통령은 달에 핵 공격을 명령하지만, 더그는 이를 거부한다. 벙커는 붕괴되고 더그는 사망한 듯 보인다.
외계 기술 집단이 내부의 유기 생명체를 담은 모든 전자 기기를 공격하기 시작하자, K.C.는 달 착륙선을 미끼로 군단을 유인하여 EMP 장치를 폭파시키고 희생한다. 조와 브라이언은 지구로 귀환하여 가족들과 재회하고, 달의 동력이 복구되어 정상 궤도로 돌아온다. 겉면의 바위는 사라진다. K.C.의 의식을 재구성한 달의 운영체제는 K.C.에게 고양이 '퍼즈 알드린'과 그의 어머니의 모습으로 나타나, 이제 "시작해야 한다"고 말한다.

## 출연진
- 핼리 베리 - 조신다 파울러 역
- 패트릭 윌슨 - 브라이언 하퍼 역
- 마이클 페냐 - 톰 로페스 역
- 찰리 플러머 - 소니 하퍼 역
- 켈리 유 - 미셸 역
- 도널드 서덜랜드 - 홀든필드 역
- 에메 이쿼커 - 더그 데이비드슨 장군 역
- 카롤리나 바르트차크 - 브렌다 하퍼 역
- 맥심 로이 - 개브리엘라 오클레어 역
- 프랭크 쇼피언 - 젱킨스 장군 역
- 스티븐 보가트 - 앨버트 허칭스 역
- 안드레아스 아페르기스 - 리드 중령 역
- 캐슬린 피 - 일레인 하우스먼 역